# فرمپتون، دورست
فرمپتون (به انگلیسی: Frampton) یک روستا و محله مدنی در بریتانیا است که در West Dorset واقع شده‌است. فرمپتون ۵۲۴ نفر جمعیت دارد.